# José Francisco Sigüenza Soto
José Francisco Sigüenza Soto (Elx, 16 d'abril de 1966) és un exfutbolista socorrista valencià, que ocupava la posició de davanter.

## Trajectòria esportiva
Després de passar pel Kelme i el filial de l'Elx CF, puja al primer equip il·licità, però no troba lloc i marxa a l'Alcoià. Posteriorment milita al Plasencia i al Reial Múrcia CF.
L'estiu de 1990 fitxa per l'Orihuela Deportiva, que en aquella època milita a Segona Divisió. Eixa any els del Baix Segura perden la categoria, però el davanter marca sis gols en 32 partits. A l'any següent debuta a primera divisió amb l'Albacete Balompié, però tot just apareix en tres ocasions.
Entre 1992 i 1996 serà titular en diversos equips de la categoria d'argent, com la UE Lleida, el CD Toledo i l'Hèrcules CF, tot aconseguint l'ascens amb catalans i valencians, sense que l'il·licità retornara a jugar en primera divisió.
Des de 1996, la seua carrera prossegueix per conjunts de Segona B i Tercera: Reial Múrcia CF, Novelda CF, Oriola CF o Horadada.

### Clubs
- 85/86 Kelme Juv.
- 86/87 Il·licità
- 86/87 Elx CF
- 87/88 Elx CF
- 87/88 CE Alcoià
- 88/89 UP Plasencia
- 89/90 Reial Múrcia CF
- 90/91 Orihuela Deportiva
- 91/92 Albacete Balompié
- 92/93 UE Lleida
- 93/94 CD Toledo
- 94/95 Hèrcules CF
- 95/96 Hèrcules CF
- 96/97 Reial Múrcia CF
- 97/98 Reial Múrcia CF
- 98/99 Novelda CF
- 99/00 Oriola CF
- 00/01 Horadada